# Peter Mollner
Peter Mollner (* 1732 in Wien; † 30. August 1801 ebenda) war ein österreichischer Baumeister.

## Leben
Über Herkunft und Jugend Mollners ist nichts bekannt. Im Jahr 1766 heiratete er Theresia Dorn, mit der er sechs Kinder hatte. Im gleichen Jahr erhielt er auch die Baumeisterkonzession. Mollner war nicht nur bürgerlicher Stadtbaumeister, sondern nach 1777 als Nachfolger von Johann Ferdinand Mödlhammer Fortifikationsbaumeister. Er pflegte gute Kontakte zum Hof, aber auch zu anderen führenden Baumeistern Wiens. Außerdem war Mollner Mitglied des Äußeren Rats der Stadt. Seine Beisetzung fand auf dem Währinger Ortsfriedhof (heute der Währinger Schubertpark) statt. Sein unbezeichnetes Grab befindet sich links vom Haupteingang direkt bei der ersten Säule des Friedhofzaunes.
In Stockerau wurde die Peter-Mollner-Straße nach ihm benannt.

## Werk

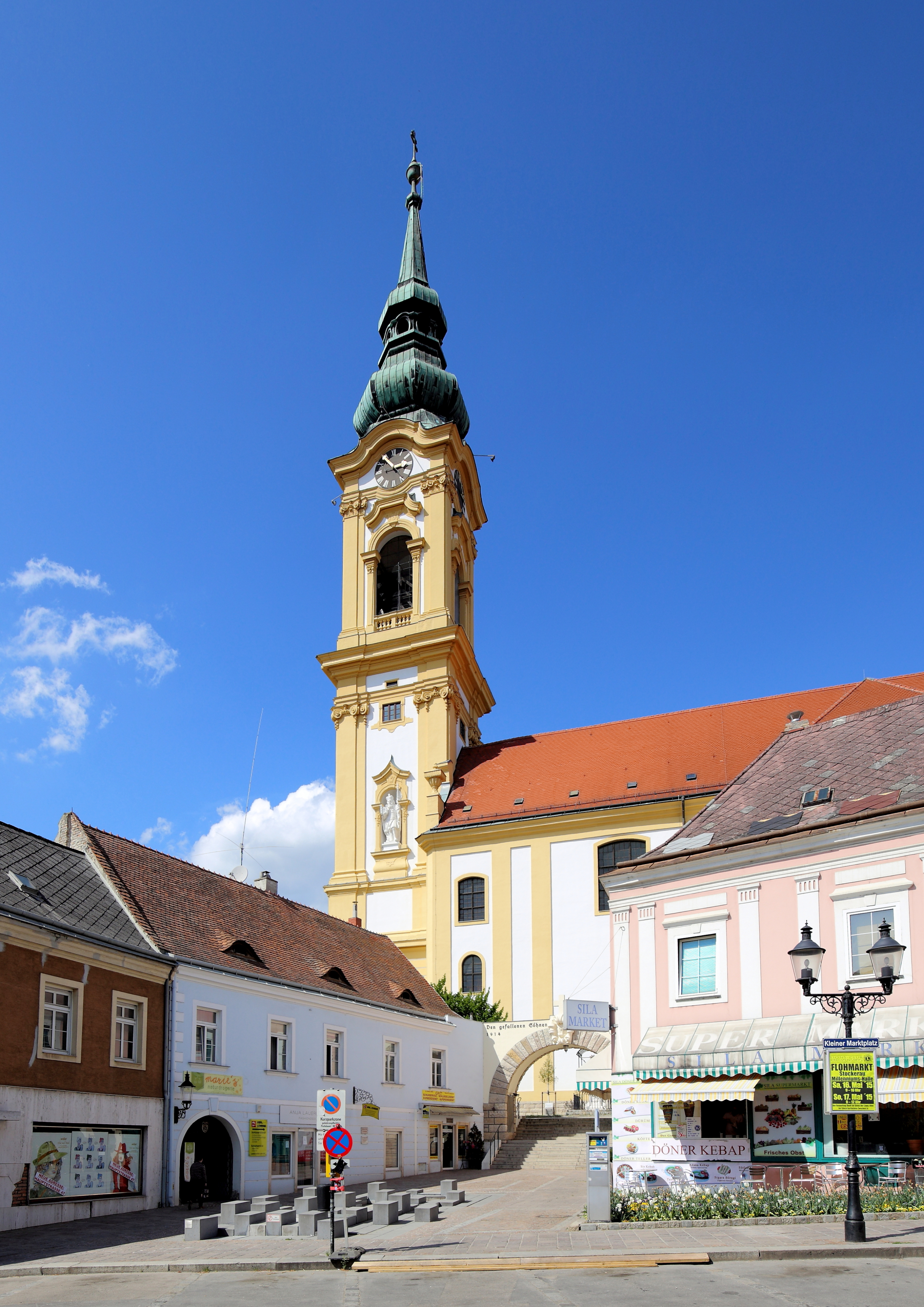
Pfarrkirche Stockerau (1778–1781)

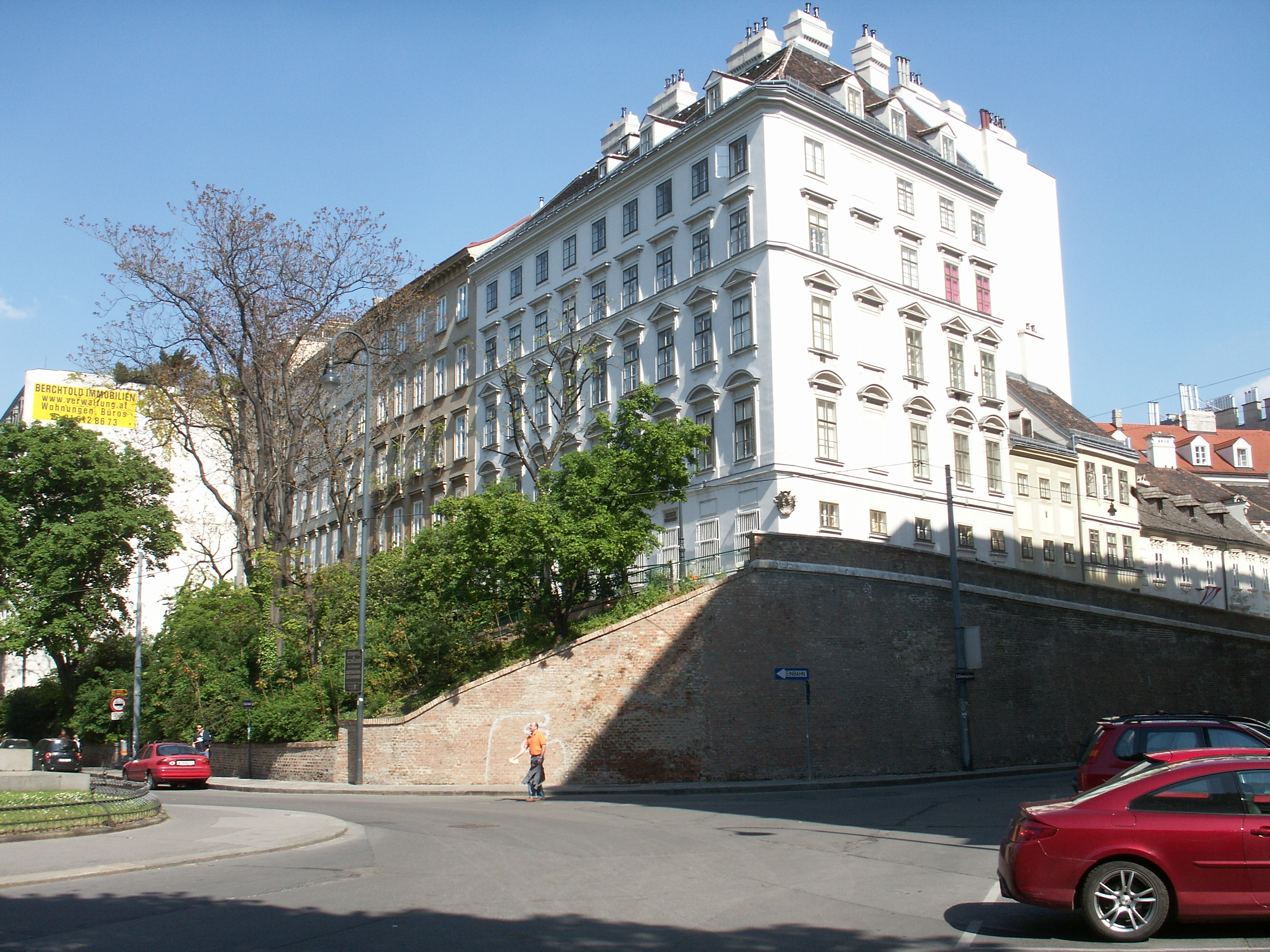
Pasqualati-Haus (1791–1798)

Peter Mollner war einer der führenden Architekten Wiens in der Zeit des Josephinismus, also des Übergangs vom Spätbarock zum Klassizismus. Er beschäftigte sich vor allem mit Wohnbauten, die oftmals mehrere Parzellen zu großen Zinshäusern zusammenfassen. Die Fassadengestaltung ist dem Zeitgeist gemäß meist schlicht und beschränkt sich auf Lisenen und Fensterverdachungen. Viele der Wohnbauten wurden später umgebaut, sodass nur mehr wenige Originalbauten Mollners erhalten sind. Außerdem errichtete Mollner mehrere Kirchenbauten, vor allem in Niederösterreich.
- Pfarrkirche Ladendorf (1766), unter Denkmalschutz
- Wohnhaus, Schönlaterngasse 8/Jesuitengasse 1, Wien 1 (1768), später verändert; unter Denkmalschutz
- Miethaus „Zur Weintraube“, Landstraßer Hauptstraße 42, Wien 3 (1769)
- Kaiserspitalskirche (Gardekirche), Rennweg 5, Wien 3 (1769–1770), Umbau; nach Plänen Jean-Baptiste Brequin de Demenge
- Wallfahrtskirche, Rauchenwarth (1771–1772), Erweiterung
- Der bürgerlichen Tischler Herberg, Ballgasse 8, Wien 1 (1772–1773), unter Denkmalschutz
- Trattnerhof, Graben, Wien 1 (1773–1776), 1912 durch den neuen Trattnerhof von Rudolf Krausz ersetzt
- Dompropsthof, Singerstraße 22/Franziskanerplatz 2, Wien 1 (1775), Umbau
- Langhaus und Apsis der Pfarrkirche Stockerau (1778–1781), unter Denkmalschutz
- Leopoldstädter Theater, Jägerzeile, Wien 2 (1781), heute Praterstraße 31, im Zweiten Weltkrieg zerstört, Grundriss
- Griechenkirche zur Heiligen Dreifaltigkeit, Fleischmarkt, Wien 1 (1782–1787), 1856–1858 von Theophil von Hansen neu errichtet
- Hochaltar der Michaelerkirche (1782), Mitarbeit; Hauptprojekt von Jean Baptiste d’Avrange
- Schwindhof, Fleischmarkt 15/Hafnersteig 10, Wien 1 (1783), Umbau
- Draschkowitzhaus, Neuer Markt 9, Wien 1 (1788), später verändert
- Pasqualati-Haus, Mölkerbastei 8/Schreyvogelgasse 16, Wien 1 (1791–1798), unter Denkmalschutz
- Köllner Hof, Köllnerhofgasse 1–3, Wien 1 (1792–1793), 1841 Zubau
- Miethaus, Köllnerhofgasse 2–4, Wien 1 (1792–1793)
- Miethaus, Rennweg 17, Wien 3 (1793), Planerstellung
- Generali-Hof, Graben 13, Wien 1 (1794–1795), mit Ernest Koch; 1831 von Josef Klee verändert
- Miethaus, Stiegengasse 11, Wien 6 (1796–1797)
- Miethaus, Schönlaterngasse 9, Wien 1 (1799), Aufstockung und Umgestaltung
- Miethaus, Alser Straße 49, Wien 8, auch Besitzer

## Der kaiserliche Steinbruch
Vor allem tragende Architekturteile wurden aus härtestem Kaiserstein gearbeitet, so ist die Zusammenarbeit mit Kaisersteinbrucher Steinmetzen dokumentiert.
Einige Beispiele: